# کینتون (اورگن)
کینتون (به انگلیسی: Kinton) یک منطقهٔ مسکونی در ایالات متحده آمریکا است که در شهرستان واشینگتن، اورگن واقع شده‌است.